# Schismatoglottis corneri
Schismatoglottis corneri är en kallaväxtart som beskrevs av Alistair Hay. Schismatoglottis corneri ingår i släktet Schismatoglottis och familjen kallaväxter. Inga underarter finns listade.